# Jeb Khsara
Jeb Khsara (tiếng Ả Rập: جب خسارة) là một ngôi làng Syria nằm ở phó huyện Al-Saan ở huyện Salamiyah, Hama. Theo Cục Thống kê Trung ương Syria (CBS), Jeb Khsara có dân số 300 người trong cuộc điều tra dân số năm 2004.